# N943 (België)
De N943 is een gewestweg in de Belgische provincie Namen. Deze weg vormt de verbinding tussen de N945 en de N914 in Vresse-sur-Semois.
De totale lengte van de N943 bedraagt ongeveer 2 kilometer.

## Plaatsen langs de N943
- Vresse-sur-Semois